# Дивизија Гарибалди Фонтанот
Дивизија „Гарибалди Фонтанот“ формирана је 30. априла 1945. године расформирањем дивизије „Гарибалди Натисоне“.
За време немачке офанзиве у Словеначком приморју, крајем марта и почетком априла 1945, дивизија „Гарибалди Натисоне“ из Словеначког приморја пробила се преко Нотрањске у Долењску. Због претрпљених губитака и да би се објединиле све италијанске партизанске јединице у Долењској, дошло је до њихове реорганизације. Расформирана је дивизија „Гарибалди Натисоне“ и формирана дивизија „Гарибалди Фонтанот“, настала од 24. бригаде „Фонтанот“ из 18. словеначке дивизије и новоформиране бригаде „Гарибалди“ (основана од преосталих делова 156, 157. и 158. бригаде дивизије „Гарибалди Натисоне“). Реорганизација је извршена 30. априла 1945. на подручју Брода на Купи. Новоформирана дивизија „Гарибалди Фонтанот“ била је у саставу Седмог корпуса ЈА и учествовала је у последњим борбама за ослобођење Словеније. Из Југославије за Трст отишла је 20. маја 1945. године.